# Малый Караман
Малый Караман — река в России, протекает в Марксовском районе Саратовской области. Левый приток Волги, впадает в Волгоградское водохранилище. Имеет общее устье с Большим Караманом.

## Этимология
Название реки Малый Караман, подобно названию реки Большой Караман, восходит к тюркскому слову кара — «чёрный» с типичным гидронимический формантом -ман.

## География
Малый Караман начинается в овраге южнее села Павловка, течёт на север. Ниже Павловки запружена, потому в самой Павловке расположено водохранилище. Далее поворачивает на запад, на правом берегу расположен хутор Сухой, за ним справа впадает приток Пиль. За устьем Пили река поворачивает на юго-запад, на левом берегу находится село Караман, на правом — Чапаевка. Ниже Чапаевки Малый Караман течёт по пойме Волги, на реке расположены сёла Бородаевка, Берёзовка, Филипповка и 1-я Андреевка. Впадает в общий с рекой Большой Караман залив Волгоградского водохранилища, на правом берегу которого находится город Маркс. Длина реки составляет 89 км, площадь водосборного бассейна — 1050 км².

## Данные водного реестра
По данным государственного водного реестра России относится к Нижневолжскому бассейновому округу, водохозяйственный участок реки — Волга от Саратовского гидроузла до Волгоградского гидроузла, без рек Большой Иргиз, Большой Караман, Терешка, Еруслан, Торгун. Речной бассейн реки — Волга от верхнего Куйбышевского водохранилища до впадения в Каспий.
Код объекта в государственном водном реестре — 11010002212112100010190.